# Pristimantis orphnolaimus
Pristimantis orphnolaimus är en groddjursart som först beskrevs av Lynch 1970.  Pristimantis orphnolaimus ingår i släktet Pristimantis och familjen Strabomantidae. IUCN kategoriserar arten globalt som otillräckligt studerad. Inga underarter finns listade i Catalogue of Life.